# Show Me the Meaning of Being Lonely
"Show Me the Meaning of Being Lonely" là một bài hát của ban nhạc nam nước Mỹ Backstreet Boys nằm trong album phòng thu thứ ba của họ, Millennium (1999). Nó được phát hành như là đĩa đơn thứ ba trích từ album vào ngày 14 tháng 12 năm 1999 bởi Jive Records. Bài hát được viết lời bởi Max Martin và Herbie Crichlow, trong khi phần sản xuất được đảm nhận bởi Martin và Kristian Lundin, những cộng tác viên quen thuộc trong sự nghiệp của nhóm. "Show Me the Meaning of Being Lonely" là một bản pop ballad kết hợp với những yếu tố của R&B và Latin pop mang nội dung đề cập đến việc mất đi một người yêu thương và cố gắng tìm lời giải đáp cho ý nghĩa của một cuộc sống cô đơn.

## Đánh giá chuyên môn
Sau khi phát hành, "Show Me the Meaning of Being Lonely" nhận được những phản ứng tích cực từ các nhà phê bình âm nhạc, trong đó họ đánh giá cao chất giọng của Backstreet Boys thể hiện trong bài hát, phần giai điệu cũng như hòa âm mượt mà và hiệu quả của nó. Bài hát còn giúp họ nhận được một đề cử giải Grammy ở hạng mục Trình diễn song ca hoặc nhóm nhạc giọng pop xuất sắc nhất tại lễ trao giải thường niên lần thứ 43.

## Thánh tích thương mại
"Show Me the Meaning of Being Lonely" cũng tiếp nối những thành công thương mại của những đĩa đơn trước từ album, đứng đầu bảng xếp hạng ở Canada và lọt vào top 10 ở hầu hết những quốc gia nó xuất hiện, bao gồm vươn đến top 5 ở Phần Lan, Đức, Ireland, Ý, Hà Lan, New Zealand, Na Uy, Tây Ban Nha, Thụy Điển, Thụy Sĩ và Vương quốc Anh. Tại Hoa Kỳ, bài hát đạt vị trí thứ sáu trên bảng xếp hạng Billboard Hot 100, trở thành đĩa đơn thứ năm của họ lọt vào top 10 tại đây.

## Video âm nhạc
Video âm nhạc cho "Show Me the Meaning of Being Lonely" được đạo diễn bởi Stuart Gosling, trong đó mỗi thành viên của Backstreet Boys đã chứng kiến những câu chuyện bi thương khác nhau, trước khi họ tập hợp lại ở cuối video. Nội dung video được cho là liên quan đến những sự kiện xảy ra xung quanh cuộc sống của nhóm, bao gồm sự tri ân đối với nhà sản xuất Denniz PoP, người từng tham gia sản xuất nhiều bài hát cho Backstreet Boys trước khi qua đời vào năm 1998. Để quảng bá bài hát, nhóm đã trình diễn "Show Me the Meaning of Being Lonely" trên nhiều chương trình truyền hình và lễ trao giải lớn, như Top of the Pops, lễ trao giải Grammy lần thứ 42 và trong tất cả những chuyến lưu diễn trong sự nghiệp của họ. Ngoài ra, nó cũng xuất hiện trong nhiều album tổng hợp của nhóm kể từ khi phát hành, bao gồm The Hits - Chapter One (2001), Playlist: The Very Best of Backstreet Boys (2010), và The Essential Backstreet Boys (2013).

## Danh sách bản nhạc
Đĩa đơn CD châu Âu
1. "Show Me the Meaning of Being Lonely" - 3:54
2. "I'll Be There for You" - 4:34

Đĩa đơn CD Anh Quốc
1. "Show Me the Meaning of Being Lonely" - 3:54
2. "You Wrote the Book on Love" - 4:38

Đĩa vinyl 2×12-inch Hoa Kỳ
1. "Show Me the Meaning of Being Lonely" (Soul Solution House of Loneliness Vocal) – 7:22
2. "Show Me the Meaning of Being Lonely" (Jason Nevins Crossover Instrumental) – 3:57
3. "Show Me the Meaning of Being Lonely" (Soul Solution Mix Show Version) – 4:12
4. "Show Me the Meaning of Being Lonely" (LP Version) – 3:54
5. "Show Me the Meaning of Being Lonely" (Jason Nevins Crossover Remix) – 3:55
6. "Show Me the Meaning of Being Lonely" (Remix Acapella) – 3:55
7. "Show Me the Meaning of Being Lonely" (Soul Solution House of Loneliness Dub) – 6:50
8. "Show Me the Meaning of Being Lonely" (Bonus Beats) – 2:55

## Bảng xếp hạng
| Bảng xếp hạng (2000)                  | Vị trí cao nhất |
| ------------------------------------- | --------------- |
| Úc (ARIA)                             | 19              |
| Áo (Ö3 Austria Top 40)                | 8               |
| Bỉ (Ultratip Flanders)                | 4               |
| Bỉ (Ultratip Wallonia)                | 14              |
| Canada Top Singles (RPM)              | 1               |
| Canada Adult Contemporary (RPM)       | 1               |
| Cộng hòa Séc (IFPI)                   | 9               |
| Đan Mạch (IFPI)                       | 6               |
| Châu Âu (Eurochart Hot 100)           | 4               |
| Phần Lan (Suomen virallinen lista)    | 3               |
| Đức (GfK)                             | 3               |
| Hy Lạp (IFPI Greece)                  | 7               |
| Hungary (Mahasz)                      | 4               |
| Iceland (Íslenski Listinn Topp 40)    | 8               |
| Ireland (IRMA)                        | 5               |
| Ý (FIMI)                              | 4               |
| Hà Lan (Dutch Top 40)                 | 2               |
| Hà Lan (Single Top 100)               | 2               |
| New Zealand (Recorded Music NZ)       | 2               |
| Na Uy (VG-lista)                      | 3               |
| România (Romanian Top 100)            | 1               |
| Scotland (OCC)                        | 2               |
| Tây Ban Nha (PROMUSICAE)              | 4               |
| Thụy Điển (Sverigetopplistan)         | 2               |
| Thụy Sĩ (Schweizer Hitparade)         | 2               |
| Anh Quốc (OCC)                        | 3               |
| Anh Quốc Indie (OCC)                  | 2               |
| Hoa Kỳ Billboard Hot 100              | 6               |
| Hoa Kỳ Adult Contemporary (Billboard) | 2               |
| Hoa Kỳ Adult Pop Airplay (Billboard)  | 15              |
| Hoa Kỳ Pop Airplay (Billboard)        | 1               |
| Hoa Kỳ Rhythmic (Billboard)           | 8               |
| Hoa Kỳ Top 40 Tracks (Billboard)      | 2               |

| Bảng xếp hạng (2000)                  | Vị trí |
| ------------------------------------- | ------ |
| Úc (ARIA)                             | 94     |
| Bỉ (Ultratop 50 Flanders)             | 71     |
| Bỉ (Ultratop 50 Wallonia)             | 75     |
| Brasil (Crowley)                      | 20     |
| Châu Âu (Eurochart Hot 100)           | 43     |
| Đức (Official German Charts)          | 56     |
| Ireland (IRMA)                        | 58     |
| Hà Lan (Dutch Top 40)                 | 64     |
| Hà Lan (Single Top 100)               | 57     |
| New Zealand (Recorded Music NZ)       | 11     |
| România (Romanian Top 100)            | 21     |
| Thụy Điển (Sverigetopplistan)         | 31     |
| Thụy Sĩ (Schweizer Hitparade)         | 47     |
| Anh Quốc (OCC)                        | 66     |
| Hoa Kỳ Billboard Hot 100              | 31     |
| Hoa Kỳ Adult Contemporary (Billboard) | 6      |
| Hoa Kỳ Adult Top 40 (Billboard)       | 41     |
| Hoa Kỳ Mainstream Top 40 (Billboard)  | 16     |
| Hoa Kỳ Rhythmic Top 40 (Billboard)    | 38     |

| Bảng xếp hạng (2001)                  | Vị trí |
| ------------------------------------- | ------ |
| Hoa Kỳ Adult Contemporary (Billboard) | 42     |

## Chứng nhận
| Quốc gia                                                                                              | Chứng nhận | Số đơn vị/doanh số chứng nhận |
| --- | ---------- | ----------------------------- |
| Úc (ARIA)                                                                                             | Vàng       | 35.000^                       |
| Brasil (Pro-Música Brasil)                                                                            | Vàng       | 30.000‡                       |
| Canada (Music Canada)                                                                                 | Bạch kim   | 80.000‡                       |
| Đức (BVMI)                                                                                            | Vàng       | 250.000^                      |
| Hà Lan (NVPI)                                                                                         | Vàng       | 40.000^                       |
| Thụy Điển (GLF)                                                                                       | Bạch kim   | 30.000^                       |
| Anh Quốc (BPI)                                                                                        | Bạc        | 200.000^                      |
| ^ Chứng nhận dựa theo doanh số nhập hàng. ‡ Chứng nhận dựa theo doanh số tiêu thụ và phát trực tuyến. |            |                               |

## Lịch sử phát hành
| Vùng     | Ngày              | Định dạng                                    | Nhãn | Ct.    |
| -------- | ----------------- | -------------------------------------------- | ---- | ------ |
| Hoa Kỳ   | 14 tháng 12, 1999 | Rhythmic contemporary contemporary hit radio | Jive | [ 63 ] |
| Hoa Kỳ   | 10 tháng 1, 2000  | Adult contemporary radio                     | Jive | [ 64 ] |
| Anh Quốc | 21 tháng 2, 2000  | CD cassette                                  | Jive | [ 65 ] |